# SU-EN
SU-EN（スーエン、スエン、Su-En、Su-en） 本名：スザンナ・オーケルンド（英: Susanna Akerlund、典: Susanna Åkerlund）は、スウェーデンの振付師（コレオグラファー）、舞踏家、ダンサー。スウェーデンにてスーエン舞踏カンパニー（英: SU-EN Butoh Company）を主宰

## バイオグラフィー
1966年11月1日スウェーデン生まれ、デンマークの芸術舞踊を学んだ。日本文化に深く関心を持ち舞踏に傾倒、1986年から1994年の間、日本に滞在。日本舞踊の出雲流を学び、舞踏の創始者・土方巽の舞踏を唯一継承する友惠しづねと白桃房に入門、研究生として5年間におよび友惠しづねに舞踏の手解きを授かる。1989年舞踏グループ「グノーム」に主幹メンバーとして参加。1992年スーエン独舞公演「風の蝶」(タイニイアリス・新宿)にて旗揚げ、スーエンとしてのソロ活動を始めた。以後、ボディアート、パフォーマンスアートの分野で、スウェーデンを中心にヨーロッパ、アメリカ、ロシア、など世界各国にて広く活動している。

## コレオグラフィー
1998年、マドンナの楽曲「ナッシング・リアリー・マターズ」(Nothing Really Matters)のミュージックビデオのコレオグラフを担当した 。

## 関連人物
- 芦川宇受三
- 芦川正朔
- 芦川羊子
- 天乃宇受美
- 入沢サタ緋呼
- 加賀谷早苗
- 柿崎順一
- 友惠しづね
- 土方巽
- マドンナ
- リチャード・ハート

## 関連事項
- 暗黒舞踏
- コンテンポラリー・ダンス
- コレオグラファー
- コレオグラフ
- ダンス
- 振付家
- 白桃房
- 舞踏
- 舞踊
- ボディアート
- パフォーマンスアート